# Polina Viktorovna Zserebcova
Polina Viktorovna Zserebcova (oroszul: Жеребцова Полина Викторовна; 1985. március 20. Szovjetunió, Csecsenföld –) orosz írónő. 2012-ben Szaharov-díjra jelölték.

## Életrajz
Polina Zserebcova 1985. március 20-án született az akkor Szovjetunióhoz tartozó Groznijban. 1994-ben kezdte el írni a csecsenföldi háborúk alatti életét megörökítő naplóit. Zserebcova értelmiségi családból származik. Nagyapja híres szovjet dokumentumfilmes, nagy könyvrajongó és -gyűjtő volt.
2004-ben tudta csak elhagyni Csecsenföldet. Miután a naplójából megjelentek részletek Oroszországban, a fenyegetések és egy utcai támadás után férjével Finnországba menekült. 
Magát kozmopolitának tartja, felmenői között oroszok, csecsenek, ukránok, örmények és zsidók egyaránt vannak.
A 2006 októberében meggyilkolt Anna Politkovszkaja újságíróként, kívülről próbálta megírni e mocskos és elfelejtett háborúk történetét. Polina Zserebcova belülről, a sötétségből vezetett egy gyerek szemével háborús jegyzőkönyvet – méltatta a megdöbbentő, több mint ötszáz oldalas művet a Der Spiegel
„Polina naplóját” eddig tizenkét nyelvre fordították le.

## Művei
- Дневник Полины, Moscow: 2011
- Ant in a Glass Jar: Chechen Diaries 1994–2004, Moscow, 2014
- Тонкая серебристая нить, Moscow, ASZT, 2015
- Ослиная порода, Moscow, Время, 2017
- 45 parallel (novel), Ukraine, 2017 ISBN 978-966-03-7925-1